# Петроглифы Цаган-Сала
Петроглифы Цаган-Сала — петроглифы (доисторические наскальные изображения) в Алтайских горах на западе Монголии, в национальном парке Алтай-Таван-Богд. Один из трёх комплексов наскального искусства, составляющих объект Всемирного наследия под названием «Петроглифы монгольского Алтая».
Цаган-Сала и Бага-Ойгур на склонах Алтая в совокупности сохранили примерно 10 000 изображений на площади 15 км². Относятся к периоду неолита (6000-3000 до н. э.) и Бронзового века (3000-1000 до н. э.). Главная тема рисунков — пасущиеся и играющие животные, поодиночке или в стадах, часто более ста голов. Также часто встречаются сцены охоты на них. Ценность этих петроглифов не только в их количестве, но и в выразительности, тематике, композициях. Они запечатлели переход населения монгольских степей от занятий охотой и собирательством к кочевому скотоводству.